# Лисе (гміна)
Гміна Лисе (пол. Gmina Łyse) — сільська гміна у центральній Польщі. Належить до Остроленцького повіту Мазовецького воєводства.
Станом на 31 грудня 2011 у гміні проживало 8394 особи.

## Площа
Згідно з даними за 2007 рік площа гміни становила 246.45 км², у тому числі:
- орні землі: 62.00%
- ліси: 35.00%

Таким чином, площа гміни становить 11.74% площі повіту.

## Населення
Станом на 31 грудня 2011:
| Опис     | Загалом | Загалом | Чоловіки | Чоловіки | Жінки | Жінки |
| -------- | ------- | ------- | -------- | -------- | ----- | ----- |
| одиниця  | осіб    | %       | осіб     | %        | осіб  | %     |
| все      | 8394    | 100     | 4256     | 50.70    | 4138  | 49.30 |
| міське   | 0       | 100     | 0        |          | 0     |       |
| сільське | 8394    | 100     | 4256     | 50.70    | 4138  | 49.30 |

## Сусідні гміни
Гміна Лисе межує з такими гмінами: Збуйна, Кадзідло, Мишинець, Піш, Розоґі, Турошль.